# Andelot-Blancheville
Andelot-Blancheville è un comune francese di 935 abitanti situato nel dipartimento dell'Alta Marna nella regione del Grand Est.

## Società

### Evoluzione demografica
Abitanti censiti